# Mel (Venetien)
Mel ist eine Fraktion der nordostitalienischen Gemeinde (comune)  Borgo Valbelluna in der Provinz Belluno, Region Venetien. Der Ort ist Mitglied der Vereinigung I borghi più belli d’Italia (deutsch Die schönsten Orte Italiens).

## Geographie
Der Ort Mel liegt etwa 12 Kilometer südwestlich von Belluno am Fluss Piave an der orographisch linken Talseite des Piavetals. Neben dem historischen Ortskern gehören zu Mel noch weitläufige Streusiedlungen mit kleinen Kirchen auf antiken Grundmauern, die tarioi genannten sakralen Baukörper, häufig in ruinösem Zustand oder zu kleinen Wohnhäusern umgestaltet, sind eine Besonderheit der Region.

## Geschichte

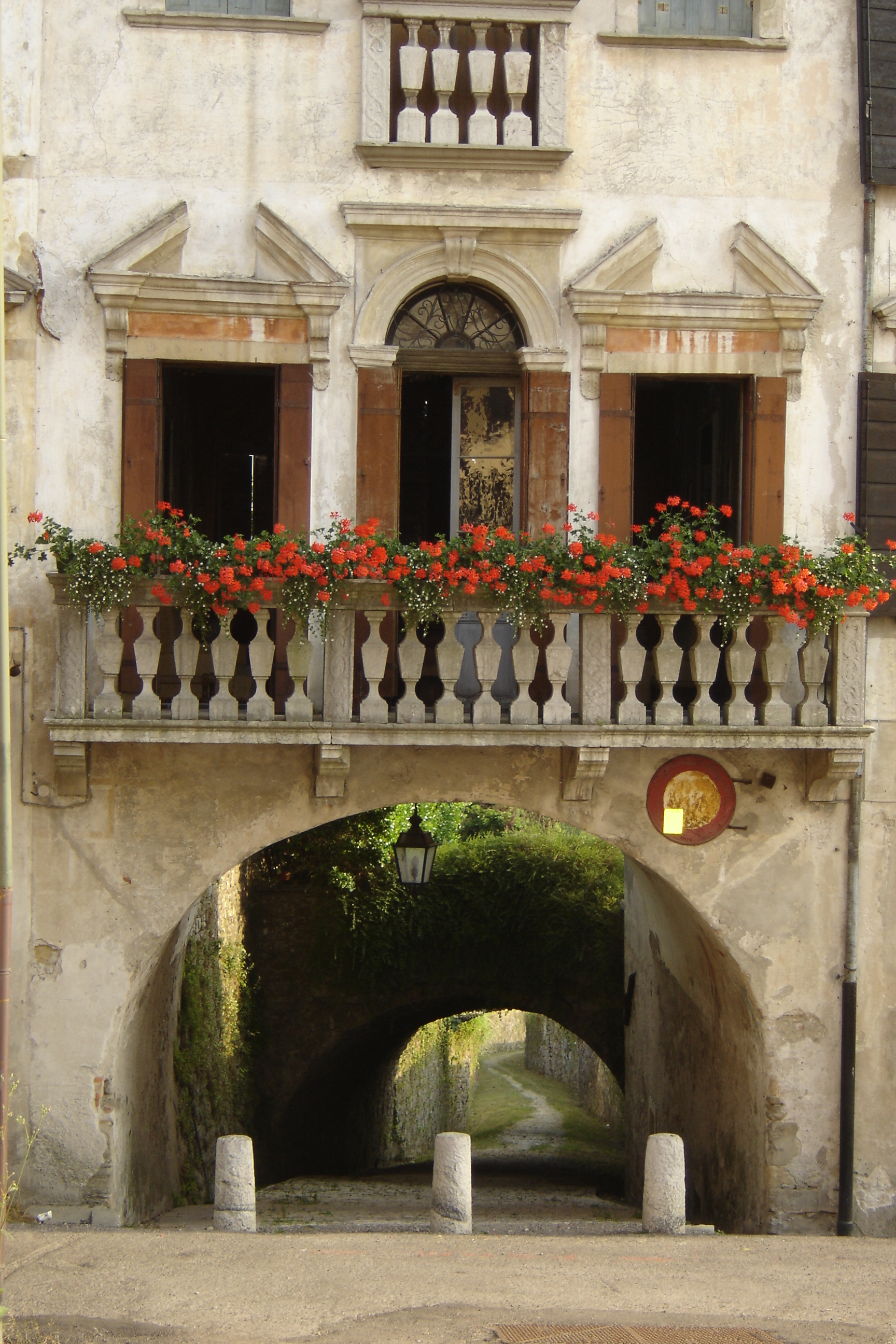
Carrera Straße in Mel

Seine bis ins 5. vorchristliche Jahrhundert zurück reichende Geschichte fällt mit derjenigen der nordöstlich liegenden Provinzhauptstadt Belluno zusammen.
Mel wurde am 30. Januar 2019 mit Trichiana und Lentiai zur neuen Gemeinde Borgo Valbelluna zusammengeschlossen. Der Gemeindesitz der neuen Gemeinde liegt in Mel. Die ehemalige Gemeinde Mel hatte zuletzt 5968 Einwohner (Stand 31. Dezember 2017) auf einer Fläche von ca. 85 km² was einer Einwohnerdichte von im Schnitt 73 Einwohner/km² entsprach. Die Nachbargemeinden waren Cison di Valmarino (Provinz Treviso), Follina (Provinz Treviso), Lentiai, Miane (Provinz Treviso), Santa Giustina, Sedico, Trichiana und Valdobbiadene (Provinz Treviso). Zur Stadt gehörten die Fraktionen Villa di Villa, Carve, Pellegai, Tiago, Samprogno, Zottier, Nave, Tallandino, Marcador, Farra, Col, Pagogna, Follo, San Pietro, Bardies, Gus, Cordellon und Conzago.

## Sehenswürdigkeiten der Altstadt
- Piazza Papa Albino Luciani (vormals Piazza Umberto I.) mit Rathaus (Fresken mit Szenen aus dem Orlando Furioso von Ariost); Spätrenaissance- und Barockpaläste (Casa Fulcis, Palazzo delle Contesse, Palazzo Guarnieri, Casa Francescon);
- Die barocke Pfarrkirche enthält im Innern Gemälde von Andrea Schiavone und Cesare Vecellio.
- In der Chiesa dell'Addolorata befinden sich ebenfalls Gemälde von Andrea Schiavone und ein Renaissance-Taufbecken.
- Im Ortsteil Tiago steht das Castello di Zumelle, welches auf eine römische Festungsanlage aus dem Jahr 46 zurückgeht.
- Das Archäologische Museum zeigt Fundstücke aus einer paläovenetischen Nekropole, die in der Nähe des Ortes ausgegraben wurde.

## Kulturelle Veranstaltungen
- Im Palazzo delle Contesse finden regelmäßig Kunstausstellungen statt.
- Im Innenhof des Palazzo Guarnieri wird jährlich Anfang Juli eine dreitägige Präsentation  von Chorgesang veranstaltet (Rassegna Internazionale del Canto Corale).

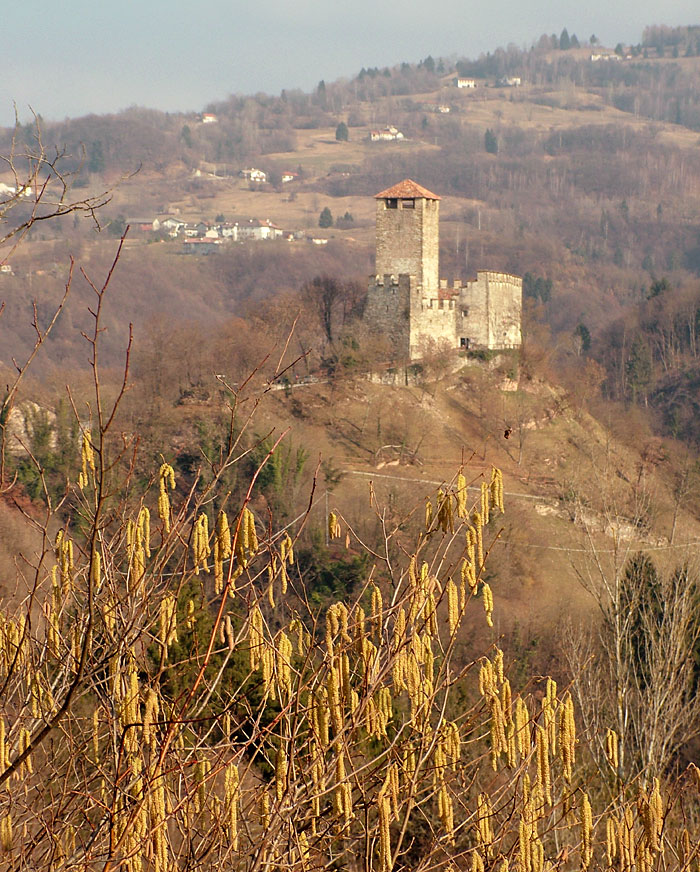
Castello di Zumelle vom Ortsteil Tiago aus
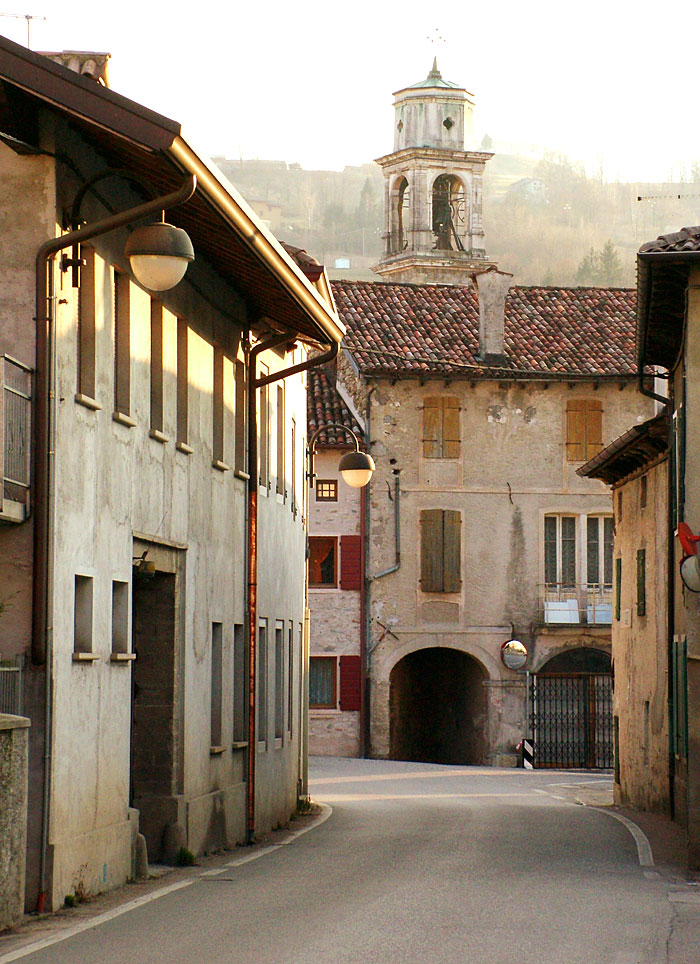
Ortsteil Villa di Villa
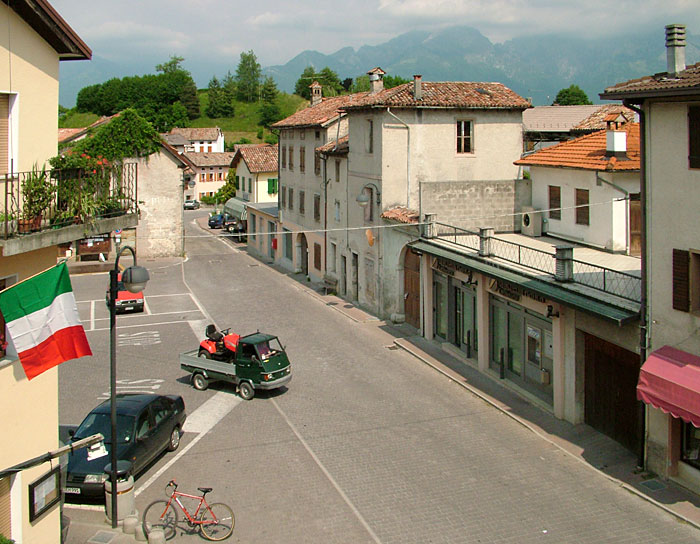
Marktplatz Villa di Villa
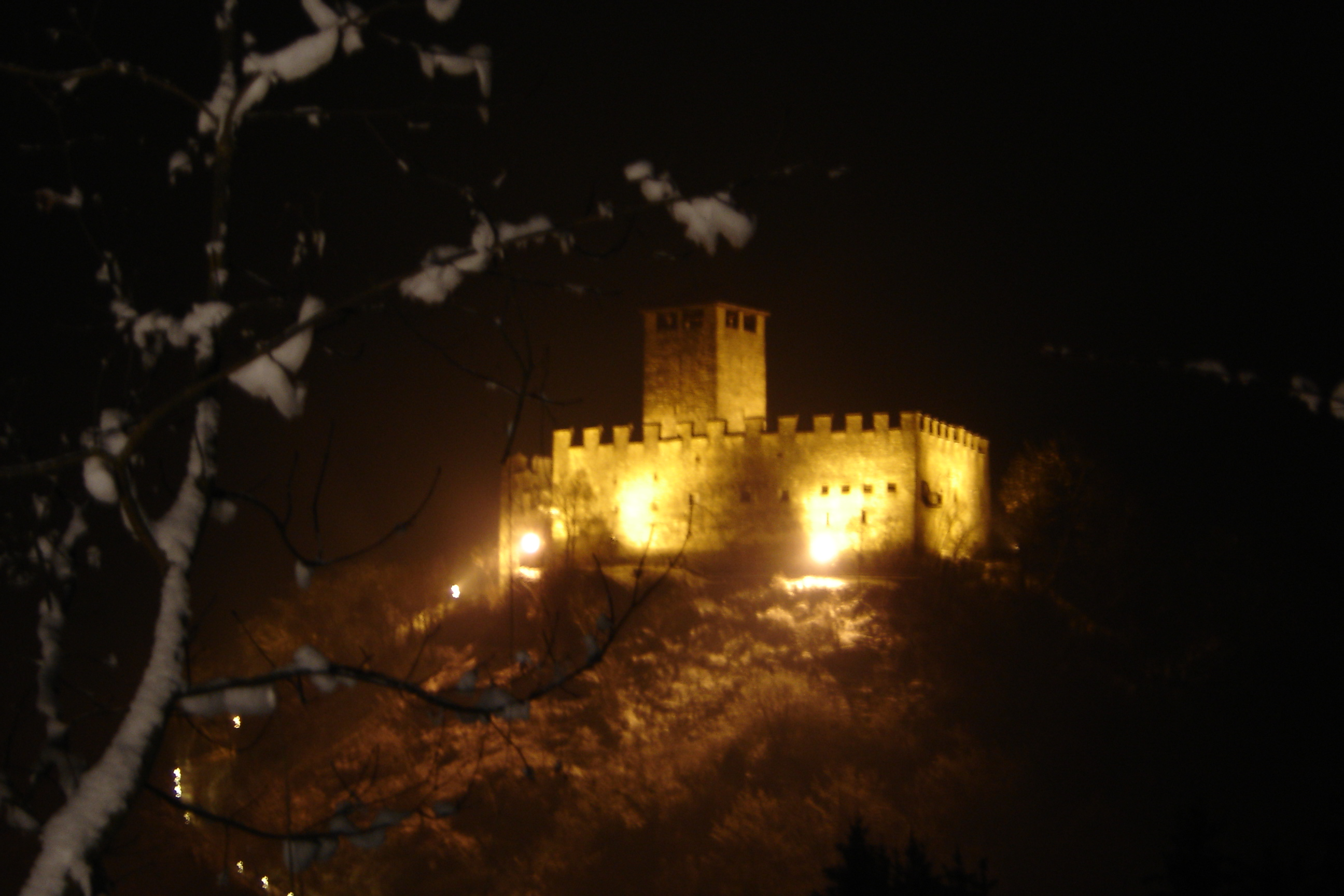
Castello di Zumelle bei Nacht
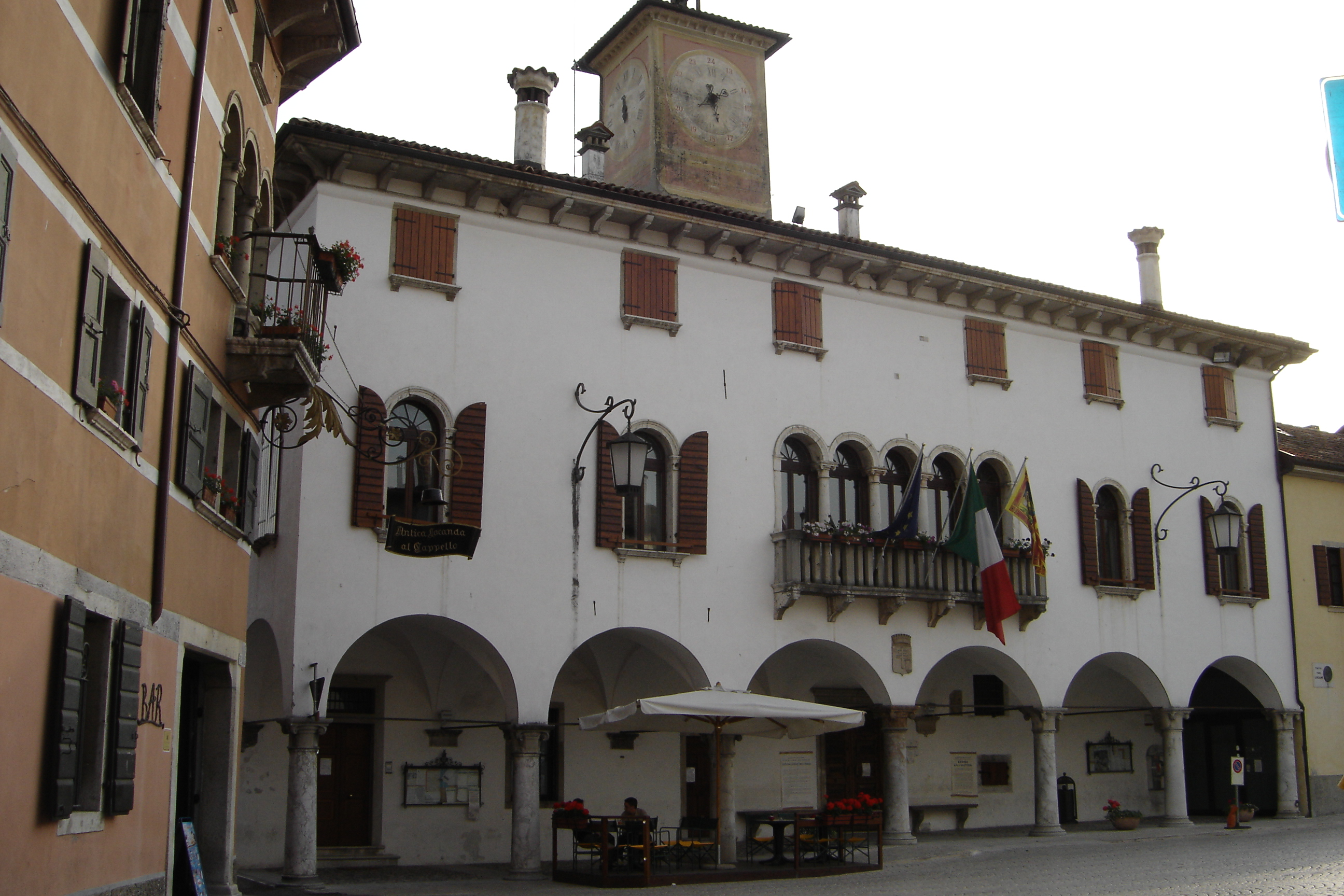
Im Herbst wird ein Markt (Mele a Mel) in der Altstadt abgehalten, bei dem an Probierständen lokale Produkte der Region verkostet werden können.
- Jährlich im September findet auf dem Luciani-Platz ein Maskenfest (Carri allegorici) statt.

## Tourismus
Das Umland von Belluno ist zu allen Jahreszeiten gut besucht, vermeidet aber bewusst den Massentourismus. Agrotourismus wird als alternative Urlaubsform vielfältig angeboten; Bergwanderer und Skiläufer finden im geographischen Vorfeld der Dolomiten Gelegenheit zu sportlichen Aktivitäten.
Der Touring Club der Region Venetien hat Mel schon zwei Mal die „Orange Fahne“ (Bandiera Arancione) verliehen, eine Qualitäts-Auszeichnung für umweltgerechten „sanften“ Tourismus.